# Paragaleodiscus aflagellatus
Paragaleodiscus aflagellatus är en spindeldjursart som beskrevs av J. Birula 1941. Paragaleodiscus aflagellatus ingår i släktet Paragaleodiscus och familjen Galeodidae. Inga underarter finns listade i Catalogue of Life.